# Pectocythere tomalensis
Pectocythere tomalensis är en kräftdjursart som beskrevs av Watling 1970. Pectocythere tomalensis ingår i släktet Pectocythere och familjen Pectocytheridae. Inga underarter finns listade i Catalogue of Life.